# Hormone stéroïdienne
Les hormones stéroïdiennes sont des stéroïdes se comportant comme des hormones. On peut les regrouper en cinq catégories selon leurs récepteurs : les glucocorticoïdes, les minéralocorticoïdes, les androgènes, les œstrogènes et les progestatifs. Les dérivés de la vitamine D forment un sixième système hormonal proche des précédents, mais techniquement parlant il s'agit de stérols plutôt que de stéroïdes.

## Principales hormones stéroïdiennes humaines naturelles
- Les glucocorticoïdes
  - le cortisol
- Les minéralocorticoïdes
  - l'aldostérone
- Les stéroïdes sexuels
  - Androgènes
    - la testostérone

Les différentes voies de stéroïdogenèse chez l'être humain.

    - la déhydroépiandrostérone (DHEA)
    - le sulfate de déhydroépiandrostérone (DHEAS)
    - l'androstènedione
    - la dihydrotestostérone (DHT)

  - Les œstrogènes
    - l'estradiol
    - l'estrone
    - l'estriol

  - Les progestatifs
    - la progestérone

## Stéroïdogenèse
Les hormones stéroïdiennes sont toutes synthétisées à partir du cholestérol dans un processus appelé stéroïdogenèse.

## Principales hormones à base de stérols
- Les dérivés de la vitamine D
  - le calcitriol (1,25 (OH)2 Vitamine D3)

## Autres hormones stéroïdiennes dans les organismes vivants
L'ecdysone et les ecdystéroïdes (hormones de mue des Arthropodes), que l'on retrouve également en quantités importantes dans de nombreuses plantes (phytoecdystéroïdes).
Les brassinostéroïdes (hormones de développement des plantes)

## Exemples d'hormones stéroïdiennes de synthèse
Quelques exemples d'hormones stéroïdiennes de synthèse :
- Glucocorticoïdes : la prednisone, la dexaméthasone, la triamcinolone
- Minéralocorticoïdes : la fludrocortisone
- Vitamine D : le dihydrotachystérol
- Androgènes : l'oxandrolone, le decadurabolin (également appelés stéroïdes anabolisants)
- Œstrogènes : le diéthylstilbestrol
- Progestatifs : la noréthindrone, l'acétate de médroxyprogestérone